# Tarbes
Tarbes je jihofrancouzské město na úpatí Pyrenejí, v regionu Okcitánie. Je hlavním městem (prefektury) departementu Hautes-Pyrénées. V roce 2010 zde žilo 43 034 obyvatel. Je centrem arrondissementu Tarbes.

## Vývoj počtu obyvatel
Počet obyvatel 

## Rodáci
- Bertrand Barère (1755–1841), revolucionář a politik
- Pierre Chazal (1808–1892), belgichký generál
- Théophile Gautier (1811–1872), básník, spisovatel a kritik
- Ferdinand Foch (1851–1929), maršál
- René Valmy (1920–1977), atlet
- Christine de Rivoyre (1921–2019), spisovatelka a novinářka
- Yvette Horner (1922–2018), akordeonistka
- Maurice Cocagnac (1924–2006), páter, spisovatel
- Claude Soubeste (* 1927), diplomat
- Gilles Servat (* 1945), zpěvák a hudebník, herec
- Roger Dubos (1946–1973), automobilový závodník
- Francis Bonahon (* 1955), matematik
- Christophe Dupouey (1968–2009), cyklista
- Frank Adisson (* 1969), vodní slalomář
- Frank Saurel (kolem roku 1978), herec, tanečník a akrobat
- David Fray (* 1981), pianista
- Matthieu Bordenave (* 1983), jazzový hudebník
- Mathieu Crepel (* 1984), snowboardista
- Adrien Théaux (* 1984), lyžař

### Galerie

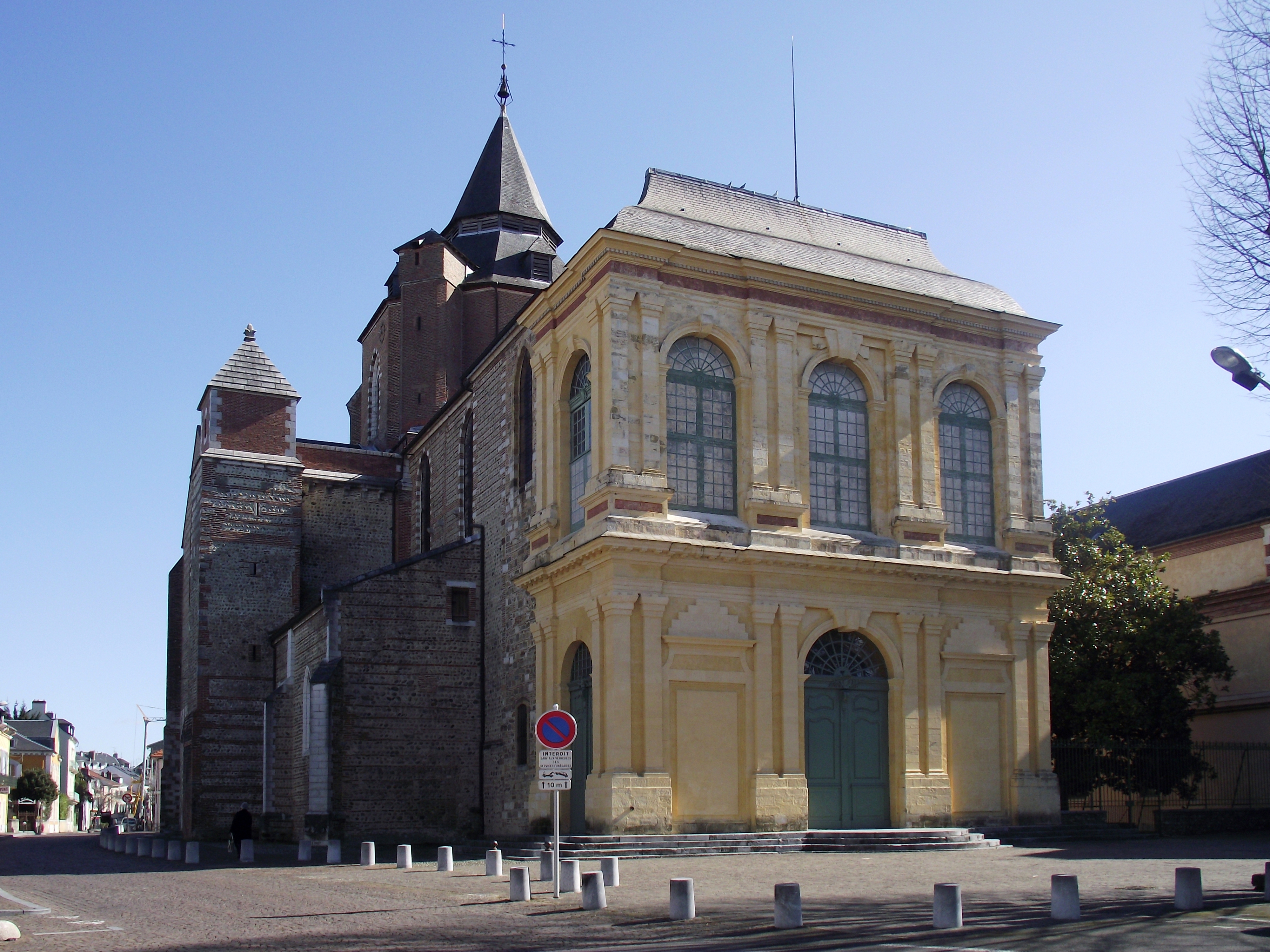
Katedrála v Tarbes
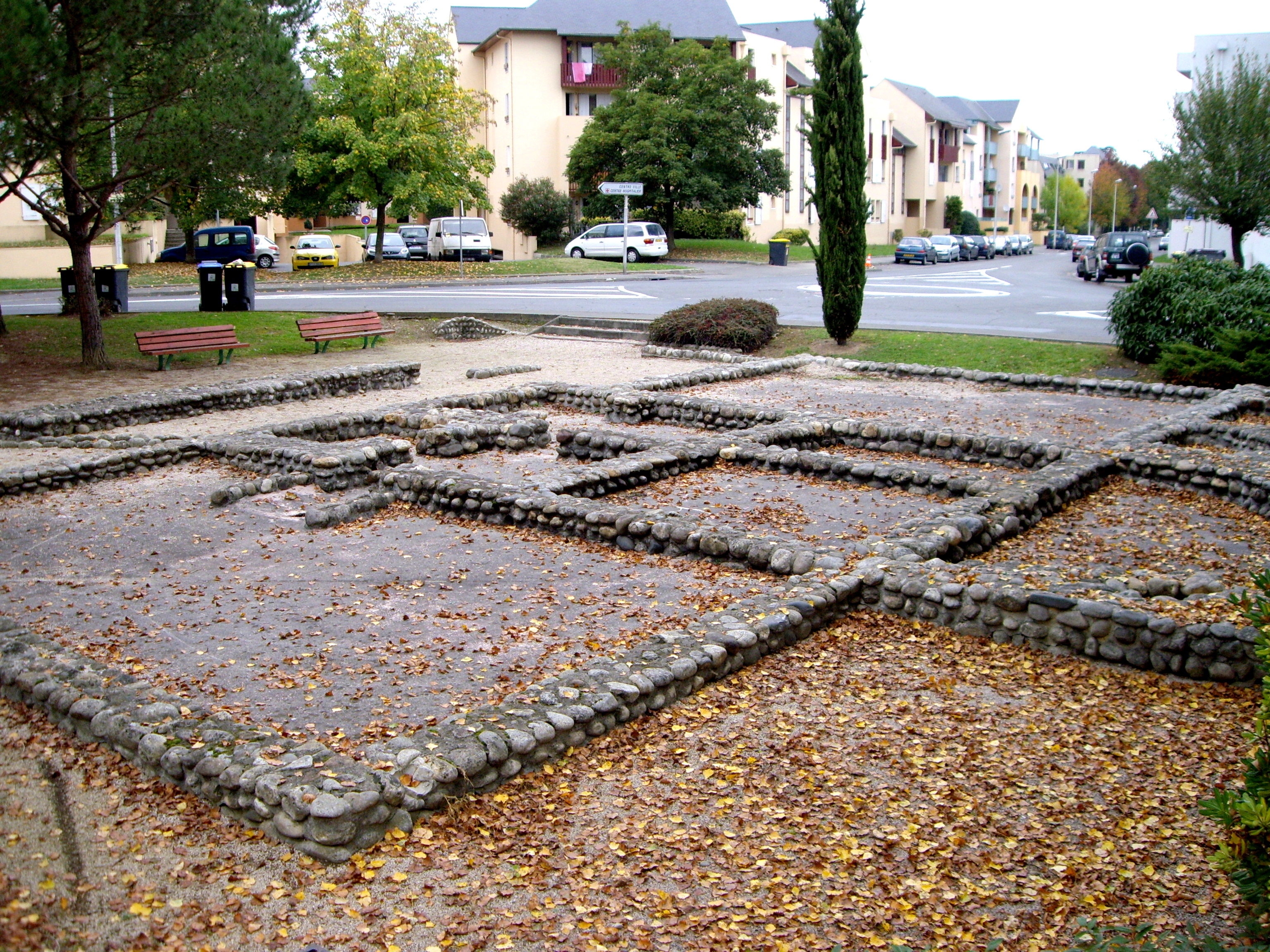
Základy římské vilyRadnice v Tarbes
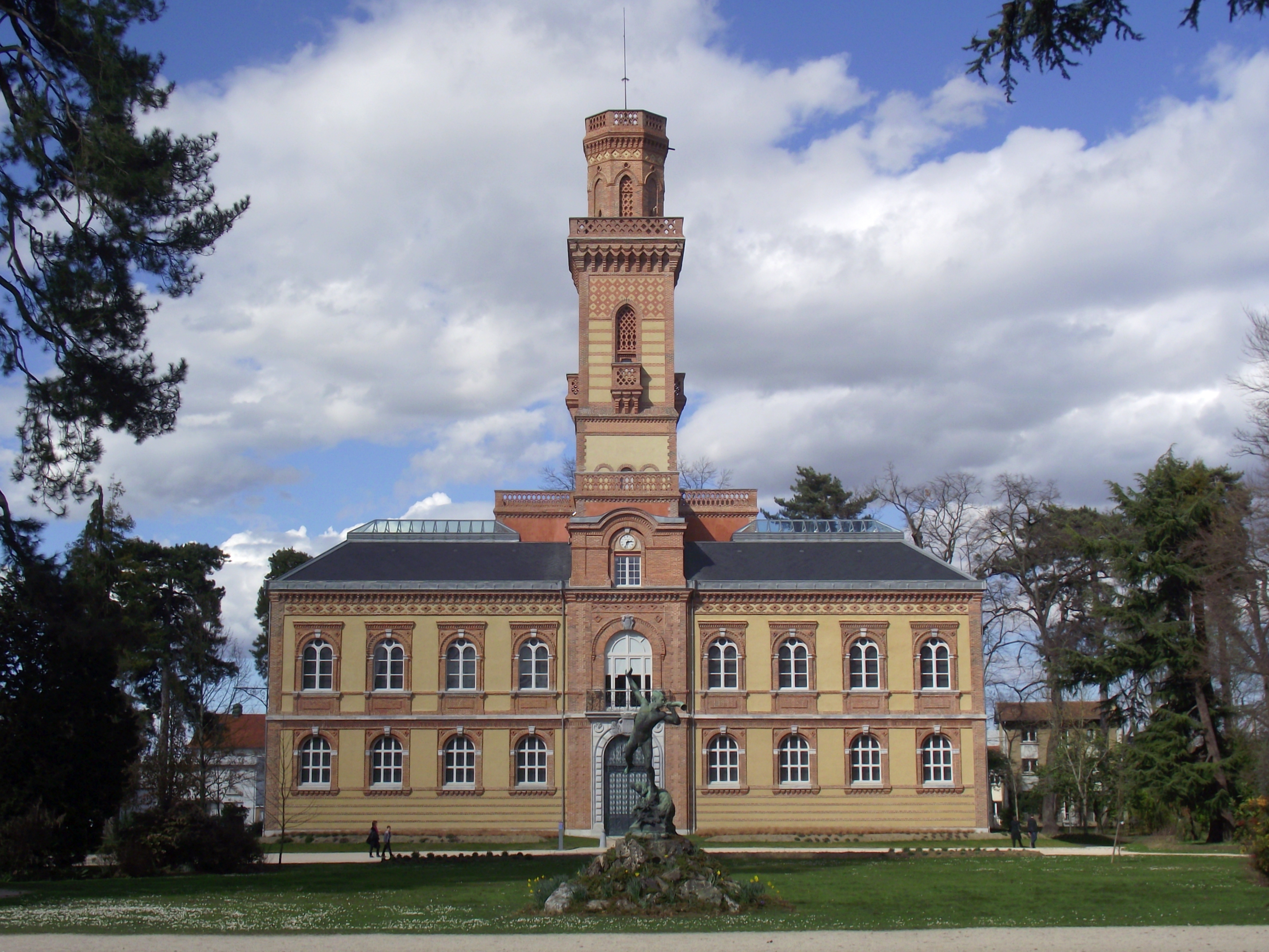
Museum Massey